# Orlando Romero
Orlando Romero (Trujillo, 13 de julio de 1959) es un ex boxeador peruano en la categoría peso ligero.

## Trayectoria
Se inició en su ciudad natal, Trujillo, Perú, donde logró en 1975 su primer campeonato: el Guante de Oro. Su primera pelea como profesional fue una victoria ante Rafael Pando el 24 de febrero de 1979. En 1980 consiguió el título nacional de Peso ligero derrotando a Domingo González y en ese mismo año logró el título latinoamericano tras vencer al colombiano Leonidas Asprilla.
El 15 de septiembre de 1983, conducido por la empresa trujillana Ganoza RRI, del señor Guillermo Ganoza Vargas, enfrentó en Estados Unidos al estadounidense Ray Mancini por el título de la Asociación Mundial de Boxeo y, en  valiente y notable combate que venía ganando por puntos, fue finalmente derrotado por nocaut en el noveno asalto.
Se retiró en 1986.